# Mateo Martinic
Mateo Martinic Beros (Punta Arenas, 20. listopada 1931.) je čileanski povjesničar, političar i odvjetnik hrvatskog podrijetla. 
Prije svega bavio se je poviješću pokrajine Magallanes. Upisao je čileansko sveučilište 1953. godine. Kratko je studirao pedagogiju prije nego što je prešao studirati pravo. Studij je prava nastavio na Čileanskom pontifikalnom katoličkom sveučilištu. Odvjetnikom je postoa 1983. godine. Od 1964. do 1970. bio je intendantom pokrajine Magallanes.

## Glavna djela
- Presencia de Chile en la Patagonia Austral: 1843-1879 (1971.)
- Magallanes, síntesis de tierra y gentes (1972.)
- Crónica de las tierras del sur del canal Beagle (1974.) i (2005.) (segunda edición revisada y aumentada)
- Origen y desarrollo de Punta Arenas entre 1848-1898 (1974.)
- Recorriendo Magallanes Antiguo con Theodor Ohlsen (1975.) y (2005.)
- Historia del Estrecho de Magallanes (1977.)
- La inmigración yugoeslava en Magallanes (1978.)
- Los alemanes en Magallanes (1981.)
- La Tierra de los Fuegos: historia, geografía, sociedad, economía (1982.) y (2009.)
- Última Esperanza en el tiempo (1983.) y (2000.)
- Magallanes de antaño (1985.)
- Nogueira: el pionero (1986.)
- Punta Arenas en su primer medio siglo: 1848-1898 (1988.)
- Magallanes 1921-1952: inquietud y crisis (1988.)
- Historia de la Región Magallánica (1992.) y (2006.) (segunda edición revisada y aumentada)
- Historia del petróleo en Magallanes (1993.)
- Los aónikenk: historia y cultura (1995.)
- Faros del Estrecho de Magallanes (coautorado con Julio Fernández Mallo) (1996.)
- Punta Arenas sesquicentenaria (1848-1998): una visión de su evaluación de década en década (1999.)
- La inmigración croata en Magallanes (1999.)
- Cartografía Magallánica: 1523-1945 (1999.)
- Rey Don Felipe. Acontecimientos históricos (2000.)
- Menéndez y Braun: prohombres patagónicos (2001.)
- Marinos de a caballo: exploraciones terrestres de la Armada de Chile en la Patagonia Austral y la Tierra del Fuego. 1877-1897 (2002.)
- Río Verde: su historia y su gente (coautorado con Alfredo Prieto, Manuel Arroyo y Rodrigo Cárdenas) (2002.) y (2011.)
- Estrecho de Magallanes: puerta de Chile (coautorado con Mónica Oportot) (2003.)
- Mujeres magallánicas (2003.)
- Archipiélago Patagónico: la última frontera (2004.)
- De la Trapananda al Áysen (2005.)
- Los alemanes en la Patagonia Chilena (2005.)
- Los británicos en la Región Magallánica (2007.)
- Las comunicaciones a distancia en Magallanes: su evolución a lo largo del tiempo (coautorado con Claudio Buratovic) (2007.)
- Plüschow y Dreblow: águilas alemanas en el cielo austral (2008.)
- La medicina en Magallanes (2009.)
- El carbón en Magallanes: historia y futuro (2010.)
- Palacio Sara Braun: ícono patrimonial de Punta Arenas (coautorado con Dante Baeriswyl) (2010.)
- Monseñor Giacomini: paladín de magallanidad (2011.)
- El occidente fueguino: todavía una incógnita (2011.)
- A la hora del crepúsculo: recuerdos de un hombre común (2011.)
- Bio-bibliografía (2011.)
- Testimonios de Magallanes: miradas entrecruzadas (coautorado con Patricia Arancibia Clavel) (2012.)

## Toponimi u čast Martinicu
Lago Mateo Martinic (Cordillera Darwin, Ognjena zemlja, 54° 45’ j.z.š. – z.z.d. 69° 22’ O)
novozelandska ekspedicija na Ognjenu zemlju 1971. – 72.
homologirao Instituto Geográfico Militar
Cerro Martinic (Hielo Patagónico Sur, sektor SE)
francuska ekspedicija na patagonske Ande 1982. – 83.

Otok Martinic (Isla Martinic) (kanal Murray, Puerto Corriente)

## Nagrade i priznanja
- čileanska državna nagrada za povijest (Premio Nacional de Historia de Chile), 2000.
- čileanska nagrada Bicentenario (Premio Bicentenario), 2006.
- Red Danice hrvatske
- nagrada Constructores de la Paz, 2006.
- Ciudadano Destacado , 2010., dodijelio Čileanski Zastupnički dom

## Vanjske poveznice
- Mateo Martinic en Memoria Chilena

- Obras de Mateo Martinic digitalizadas en Memoria Chilena  Arhivirana inačica izvorne stranice od 27. rujna 2013. (Wayback Machine)

- Sitio oficial del Instituto de la Patagonia

- Origen y desarrollo del Instituto de la Patagonia. Una perspectiva de 40 años. Editorial de Mateo Martinic. Anales del Instituto de la Patagonia. v.37. n.1. Punta Arenas. 2009.

- Publicaciones de la Universidad de Magallanes  Arhivirana inačica izvorne stranice od 20. prosinca 2016. (Wayback Machine)

- Revista Magallania (versión online)

- Nuestro.cl: Mateo Martinic: Premio Bicentenario 2006.  Arhivirana inačica izvorne stranice od 5. veljače 2012. (Wayback Machine)

- Nuestro.cl: La magallanidad de Chile. Discurso pronunciado por Mateo Martinic en la ceremonia de entrega del Premio Bicentenario 2006.  Arhivirana inačica izvorne stranice od 5. veljače 2012. (Wayback Machine)